# Narses (conde do século IV)
Narses foi um oficial do Império Romano do Ocidente do século IV, ativo durante o reinado de Graciano (r. 367–385). A julgar por seu nome, devia ser de origem persa. Servia como conde na Britânia, Gália ou Hispânia. Em 383/4, por sua lealdade a Graciano, foi removido de seu posto junto de Leucádio por ordens do usurpador e futuro imperador Magno Máximo (r. 383–388). Em ca. 385/6, Martinho de Tours peticionou a Máximo em seu nome.

## Nome
Narses é a forma helenizada e latinizada do nome. Em armênio, ocorre como Nerses. A atestação mais antiga do nome ocorre nos Feitos do Divino Sapor, uma inscrição trilíngue do reinado do xainxá sassânida Sapor I (r. 240–270). Em parta é registrado como Narsēs e em pálavi como Narsē. O nome deriva do avéstico Nairyō saŋha-, que literalmente significa "o de muitos discursos", ou seja, o mensageiro divino.